# Walter Rühl (Geologe)
Walter Rühl (* 1. April 1912 in Leipzig; † 12. November 2008 in Hamburg) war ein deutscher Erdölgeologe und Manager.

## Leben
Rühl studierte in Leipzig Geologie, Physik, Chemie und Zoologie. Er promovierte im Jahr 1938 im Fach Geologie. Nach seiner Promotion ging er zur Deutschen Erdöl-Aktiengesellschaft (später, nach Texaco, wieder RWE Dea).
Im Zweiten Weltkrieg war er für die DEA in Rumänien und als „Militär-Geologe“ bei der Technischen Brigade Mineralöl im Kaukasus tätig, danach war er bis 1945 „Produktionsgeologe“ in Wien. Nach dem Zweiten Weltkrieg wurde er Produktionsgeologe bei der DEA in Wietze, wo er im Jahr 1947 das „Forschungslaboratorium für Erdölgewinnung“ gründete.
Im Jahr 1966 wurde die DEA von der Deutschen Texaco AG übernommen. Rühl wurde im Jahr 1971 Mitglied der Direktion „Aufschluss und Gewinnung“ der Deutschen Texaco AG, ebenfalls in Wietze. 1977 ging er in den Ruhestand.
Rühle leitete mehrere Projekte, bei denen es um eine verbesserte Ausbeute aus den Erdölvorkommen ging („Entölung von Lagerstätten durch Sekundärverfahren“). Im Erdölfeld Hohne der DEA leitete er Wasserflutprojekte und entwickelte Polymerflutverfahren. Er befasste sich auch mit der Untergrundspeicherung von Erdgas und mit unkonventionellen Lagerstätten von Schweröl, Ölsanden und Ölschiefern. Mit einem Buch zu diesen Themen wurde er im Jahr 1952 auch international bekannt.
Von 1954 bis 1979 übte Rühl einen Lehrauftrag an der TU Berlin aus. Er verfasste Beiträge in Handbüchern wie „Ullmanns  Enzyklopädie der Technischen Chemie“ und im „Energiehandbuch“ von Gerhard Bischoff und Werner Gocht.

## Auszeichnungen
- Carl-Engler-Medaille der DGMK (1980)

## Veröffentlichungen (Auswahl)
- Entölung von Erdöllagerstätten durch Sekundärverfahren, Hrsg. von den Geologischen Landesanstalten der Bundesrepublik Deutschland, Hannover : Amt für Bodenforschung [in Komm.] 1952, [Geologisches Jahrbuch / Beihefte] Geologisches Jahrbuch: Beihefte; H. 4
- Tar sands and oil shales, Enke-Verlag, Stuttgart 1982, ISBN 3-432-92531-X
- 125 Jahre Erdöl in Wietze (Broschüre), Wietze 1983 online (PDF; 117 kB)
- Energiefaktor Erdöl. In 250 Millionen Jahren entstanden – nach 250 Jahren verbraucht?, Edition Interfrom, Zürich 1989, ISBN 3-7201-5216-2
- Bodenschätze in Schleswig-Holstein. Von Salzkavernen, Heilquellen und Erdölfeldern, Husum-Verlag 1992, ISBN 3-88042-555-8